# Lithops localis
Lithops localis är en isörtsväxtart som först beskrevs av Nicholas Edward Brown, och fick sitt nu gällande namn av Schwant. Lithops localis ingår i släktet Lithops och familjen isörtsväxter. Inga underarter finns listade i Catalogue of Life.